# Marcel Schlechter
Marcel Schlechter   (Ciutat de Luxemburg, 9 de juliol de 1928 - Echternach, 10 de novembre de 2023) va ser un polític i sindicalista luxemburguès, membre del Partit Socialista dels Treballadors. Schlechter va servir al gabinet Santer-Poos I com a Ministre de Transports, Ministre d'Obres Públiques, i Ministre d'Energia. Va ser membre del Parlament Europeu entre 1989 i 1999